# Häggdångers distrikt
Häggdångers distrikt är ett distrikt i Härnösands kommun och Västernorrlands län. Distriktet ligger omkring Antjärn och Hov i södra Ångermanland. 

## Tidigare administrativ tillhörighet
Distriktet inrättades 2016 och utgörs av en del av området som Härnösands stad omfattade till 1971, delen som före 1969 utgjorde Häggdångers socken.
Området motsvarar den omfattning Häggdångers församling hade 1999/2000.

## Tätorter och småorter
I Häggdångers distrikt finns inga tätorter eller småorter.